# Азяковська сільська рада
Азя́ковська сільська рада (рос. Азяковский сельский совет) — муніципальне утворення у складі Бураєвського району Башкортостану, Росія. Адміністративний центр — присілок Азяково.

## Населення
Населення — 1015 осіб (2019, 1311 в 2010, 1559 в 2002).

## Склад
До складу поселення входять такі населені пункти:
| Населений пункт          | Населення, осіб (2002) | Населення, осіб (2010) |
| ------------------------ | ---------------------- | ---------------------- |
| Абдрашбаш, присілок      | 118                    | 88                     |
| Азяково, присілок        | 322                    | 267                    |
| Алдарово, присілок       | 68                     | 66                     |
| Гумерово, присілок       | 39                     | 27                     |
| Мамади, присілок         | 367                    | 339                    |
| Муллино, присілок        | 381                    | 336                    |
| Новомустафино, присілок  | 137                    | 112                    |
| Старомустафино, присілок | 80                     | 45                     |
| Сульзібаш, присілок      | 47                     | 31                     |